# Thế Eocen
| Hệ/ Kỷ                               | Thống/ Thế | Bậc / Kỳ   | Tuổi (Ma)    | Tuổi (Ma) |
| ------------------------------------ | ---------- | ---------- | ------------ | --------- |
| Neogen                               | Miocen     | Aquitane   | trẻ hơn      |           |
| Paleogen                             | Oligocen   | Chatti     | 23.03 - 28.1 |           |
| Paleogen                             | Oligocen   | Rupel      | 28.1 - 33.9  |           |
| Paleogen                             | Eocen      | Priabona   | 33.9 - 37.8  |           |
| Paleogen                             | Eocen      | Barton     | 37.8 - 41.2  |           |
| Paleogen                             | Eocen      | Lutetia    | 41.2 - 47.8  |           |
| Paleogen                             | Eocen      | Ypres      | 47.8 - 56    |           |
| Paleogen                             | Paleocen   | Thanet     | 56 - 59.2    |           |
| Paleogen                             | Paleocen   | Seland     | 59.2 - 61.6  |           |
| Paleogen                             | Paleocen   | Đan Mạch   | 61.6 - 66    |           |
| Creta                                | Thượng     | Maastricht | cổ hơn       |           |
| Phân chia Paleogen theo ICS, 8/2018. |            |            |              |           |

Thế Eocen hay thế Thủy Tân (55,8 ± 0,2 – 33,9 ± 0,1 triệu năm trước (Ma)) là một đơn vị phân chia chính trong niên đại địa chất và là thế thứ hai của kỷ Paleogen trong đại Tân Sinh. Thế Eocen kéo dài từ khi kết thúc thế Paleocen cho tới khi bắt đầu thế Oligocen. Sự bắt đầu của thế Eocen được đánh dấu bằng sự xuất hiện của những động vật có vú hiện đại đầu tiên. Sự kết thúc xuất hiện khi có sự kiện tuyệt chủng chính gọi là Grande Coupure (sự "Đại Phá vỡ"), có thể có liên quan tới va chạm của một hay nhiều sao băng lớn ở Siberi và ở khu vực ngày nay là vịnh Chesapeake. Giống như các thế địa chất khác, các địa tầng xác định sự bắt đầu và kết thúc của thế đã được xác định khá rõ, mặc dù niên đại chính xác của nó vẫn còn chưa được chắc chắn.
Tên gọi Eocen có nguồn gốc từ tiếng Hy Lạp ἠώς (eos, bình minh) và καινός (kainos, mới) và nó có nghĩa là "bình minh" của quần động vật có vú hiện đại ('mới') đã xuất hiện trong thế địa chất này.

## Phân chia
Thế Eocen thông thường được chia ra thành Tiền và Hậu; hay Tiền, Trung và Hậu Eocen. Các tầng đá tương ứng được gọi là Hạ, Trung và Thượng Eocen. Các tầng động vật từ trẻ nhất tới già nhất là:
| Priabona | (37,2 ± 0,1 – 33,9 ± 0,1 Ma) |
| Barton   | (40,4 ± 0,2 – 37,2 ± 0,1 Ma) |
| Lutetia  | (48,6 ± 0,2 – 40,4 ± 0,2 Ma) |
| Ypres    | (55,8 ± 0,2 – 48,6 ± 0,2 Ma) |

Tầng Ypres và đôi khi cả tầng Lutetia tạo ra Tiền/Hạ Eocen, tầng Priabona và đôi khi cả tầng Barton tạo thành Hậu/Thượng Eocen; phần còn lại (tầng Lutetia và tầng Barton) là Trung Eocen.

## Khí hậu
Đánh dấu sự bắt đầu của thế Eocen, Trái Đất bị nóng lên trong một trong những (theo thuật ngữ địa chất) sự kiện nóng ấm toàn cầu nhanh và mạnh nhất đã được ghi nhận lại trong lịch sử địa chất, gọi là Cực đại nhiệt Paleocen-Eocen hay Cực đại nhiệt khởi đầu Eocen (PETM hay IETM). Đây là một giai đoạn nóng ấm nhanh và mãnh liệt (tới 7 °C ở các vĩ độ lớn) kéo dài trong chưa tới 100.000 năm . Cực đại nhiệt sinh ra sự kiện tuyệt chủng rõ nét và nó tạo ra sự khác biệt rõ nét của quần động vật thế Eocen với hệ sinh thái của thế Paleocen.
Khí hậu toàn cầu trong thế Eocen có lẽ là đồng đều nhất trong đại Tân Sinh; gradient nhiệt độ từ xích đạo tới hai địa cực chỉ bằng khoảng một nửa gradient ngày nay, và các hải lưu sâu là rất ấm. Các vùng cận kề địa cực là ấm hơn so với ngày nay, có thể chỉ giống như khu vực tây bắc Thái Bình Dương hiện nay; các cánh rừng ôn đới kéo dài tới vùng cực, trong khi khí hậu nhiệt đới nhiều mưa kéo dài về phía bắc tới vĩ độ 45. Khác biệt là lớn nhất tại các vĩ độ ôn đới ngày nay; tuy nhiên, khí hậu tại các vùng nhiệt đới có lẽ là tương tự như ngày nay.
Khí hậu được duy trì là ấm trong toàn bộ thế Eocen, mặc dù sự lạnh toàn cầu được kích thích bởi sự kiện Azolla, cuối cùng đã dẫn tới sự băng hà hóa trong thế Pleistocen, được bắt đầu khi các dòng hải lưu xung quanh châu Nam Cực hình thành.

## Cổ địa lý học
Trong thế Eocen, các châu lục vẫn tiếp tục trôi dạt về vị trí như ngày nay của chúng.
Vào đầu thế này, Australia và châu Nam Cực vẫn còn nối liền, các hải lưu xích đạo ấm nóng trộn lẫn với các vùng nước lạnh ở ven Nam cực, phân bố nhiệt xung quanh thế giới và giữ cho nhiệt độ toàn cầu nằm ở mức cao. Nhưng khi Australia tách rời khỏi lục địa phía nam vào khoảng 45 Ma, các hải lưu ấm xích đạo bị chệch hướng khỏi châu Nam Cực và kênh nước lạnh cô lập phát triển giữa hai lục địa. Khu vực châu Nam Cực bị lạnh đi và các vùng biển ven nó bắt đầu đóng băng, làm cho nước lạnh và các tảng băng nổi bị đẩy lên phía bắc càng làm gia tăng quá trình lạnh đi.
Siêu lục địa Laurasia ở phía bắc bắt đầu tách ra, do châu Âu, Greenland và Bắc Mỹ đã trôi dạt ra xa nhau. 
Ở miền tây Bắc Mỹ, quá trình hình thành núi đã bắt đầu trong thế Eocen, và các hồ rộng lớn được hình thành trong các vùng lòng chảo phẳng trên cao giữa các vùng nhô lên, kết quả tạo ra trầm tích của nơi lưu giữ thành hệ sông Green.
Tại châu Âu, biển Tethys cuối cùng đã biến mất, trong khi sự nâng lên của dãy núi Alps đã cô lập dấu tích cuối cùng của nó (Địa Trung Hải) và tạo ra một biển nông khác với các quần đảo ở phía bắc. Mặc dù Bắc Đại Tây Dương đã mở ra, nhưng cầu nối đất liền dường như vẫn tồn tại giữa Bắc Mỹ và châu Âu do các quần động vật của hai khu vực này vẫn rất giống nhau.
Ấn Độ vẫn tiếp tục hành trình của mình ra xa châu Phi và bắt đầu va chạm với châu Á, làm cho dãy núi Himalaya bắt đầu được hình thành.
Một giả thuyết cho rằng thế giới nhà kính Eocen là do sự ấm toàn cầu xảy ra rất nhanh từ sự giải phóng băng mêtan sâu trong lòng đại dương. Các khối băng mêtan bị vùi lấp dưới bùn và bị khuấy động khi đại dương nóng lên. Mêtan (CH4) có hiệu ứng nhà kính gấp 10-20 lần so với dioxide cacbon (CO2).

## Quần thực vật
Vào đầu thế Eocen, nhiệt độ cao và đại dương nóng ấm tạo ra môi trường ẩm và dịu, với các khu rừng trải rộng tới hai cực của Trái Đất. Ngoài các khu vực sa mạc khô cằn, nói chung Trái Đất được rừng che phủ.
Các khu rừng vùng cực là khá rộng lớn. Các hóa thạch và thậm chí các dấu tích được bảo tồn tốt của các loài cây thân gỗ như thủy tùng, bụt mọc và củ tùng có từ thế Eocen đã được tìm thấy ở đảo Ellesmere trong khu vực ven Bắc cực của Canada. Các dấu tích còn lại được bảo tồn ở Canada không là hóa thạch, mà là các mảnh gỗ được bảo tồn trong nước nghèo oxy trong các rừng đầm lầy vào thời gian đó và sau đó bị vùi lấp trước khi có cơ hội phân hủy. Thậm chí vào thời gian đó, đảo Ellesmere chỉ ở phía nam vài độ so với vị trí hiện tại của nó. Các hóa thạch của các cây thân gỗ cận nhiệt đới hay thậm chí nhiệt đới từ thế Eocen cũng được tìm thấy ở Greenland và Alaska. Các rừng mưa nhiệt đới phát triển xavề phía bắc tới tận tây bắc Thái Bình Dương và châu Âu.
Các loài cau, dừa đã mọc xa về phía bắc tới Alaska và miền bắc châu Âu vào đầu thế Eocen, mặc dù chúng trở nên ít phổ biến hơn khi khí hậu lạnh đi. Củ tùng cũng trải rộng như vậy.
Quá trình lạnh đi bắt đầu từ giữa thế, và vào cuối thế Eocen thì các khu vực sâu trong lục địa đã bắt đầu khô đi, với các cánh rừng trở nên mỏng hơn một cách đáng kể ở một vài khu vực. Các loài cỏ mới tiến hóa vẫn còn thịnh vượng ven các bờ sông và hồ nhưng vẫn chưa lan rộng vào các bình nguyên và xavan.
Quá trình lạnh đi cũng đem lại các thay đổi theo mùa. Các cây lá sớm rụng, có khả năng thích nghi tốt hơn với các thay đổi nhiệt độ lớn, đã bắt đầu lấn át các loài cây thường xanh nhiệt đới. Vào cuối thế, các cánh rừng cây lá sớm rụng bao phủ phần lớn các lục địa phương bắc, bao gồm Bắc Mỹ, đại lục Á-Âu và ven Bắc cực, còn các rừng mưa chỉ tồn tại ven xích đạo thuộc Nam Mỹ, châu Phi, Ấn Độ và Australia.
Châu Nam Cực, bắt đầu thế Eocen với việc nằm cận kề các rừng mưa cận nhiệt đới và ôn đới, thì trở thành lạnh hơn khi thế này tiếp tục trôi đi; các quần thực vật ưa nhiệt đã bị tiêu diệt và khi bắt đầu thế Oligocen, châu lục này là các rừng cây lá sớm rụng cũng như các tundra rộng lớn.

## Quần động vật

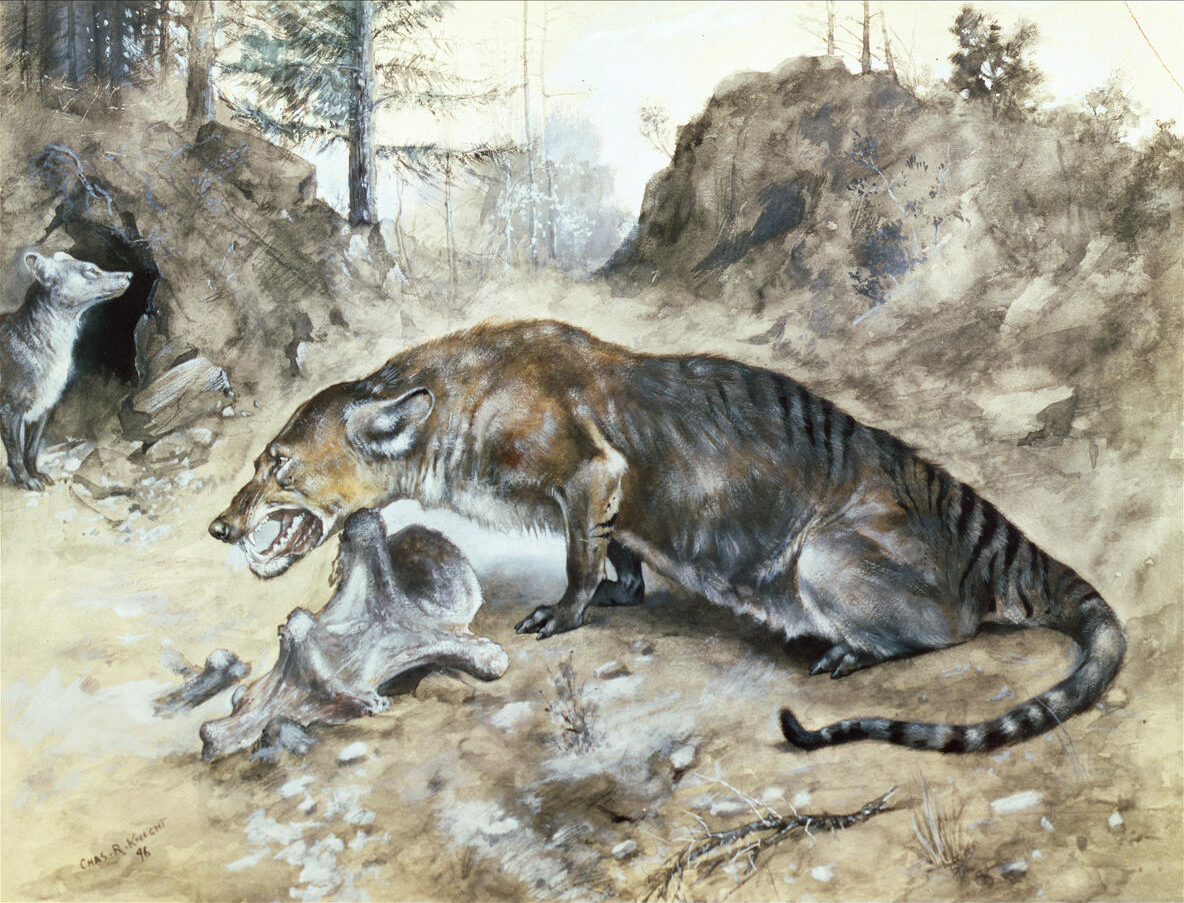
Mesonyx, một động vật ăn thịt có móng guốc

Các hóa thạch cổ nhất đã biết của phần lớn các bộ động vật có vú hiện đại đã xuất hiện trong một thời kỳ ngắn trong đầu thế Eocen. Vào đầu thế Eocen, một vài nhóm động vật có vú mới đã tới Bắc Mỹ. Các động vật có vú mới này, như động vật guốc chẵn, động vật guốc lẻ và linh trưởng, có các đặc trưng như chân, tay dài và mảnh dẻ, có khả năng nắm, túm, cũng như bộ răng đã phân biệt, thích nghi với việc nhai. Các dạng lùn ngự trị. Tất cả các thành viên của các bộ động vật có vú mới đều nhỏ, dưới 10 kg; dựa trên so sánh kích thước răng, các động vật có vú trong thế Eocen chỉ có kích thước khoảng 60% của các động vật có vú nguyên thủy trong thế Paleocen diễn ra trước đó. Chúng cũng có kích thước nhỏ hơn so với động vật có vú của các thế sau đó. Người ta giả thiết rằng nhiệt độ cao và nóng bức của thế Eocen là thích hợp hơn cho các động vật nhỏ, những động vật có khả năng thích nghi với nhiệt tốt hơn.
Cả hai nhóm động vật móng guốc hiện đại trở nên thịnh hành do sự trôi dạt ra chính của châu Âu và Bắc Mỹ; cùng với các động vật ăn thịt có móng guốc như Mesonyx. Những dạng động vật có vú hiện đại đầu tiên xuất hiện, bao gồm dơi (Chiroptera), động vật có vòi (Proboscidea), linh trưởng (Primata), động vật gặm nhấm (Rodentia) và Thú đơn huyệt (Marsupialia). Các dạng nguyên thủy cổ hơn của động vật có vú bị suy giảm kể cả về đa dạng cũng như tầm quan trọng. Các dấu tích hóa thạch của quần động vật đất liền quan trọng trong thế Eocen cũng được tìm thấy ở miền tây Bắc Mỹ, châu Âu, Patagonia, Ai Cập và Đông Nam Á. Các quần động vật biển được biết đến tốt nhất có ở Nam Á và đông nam Hoa Kỳ.
Các hóa thạch của bò sát trong thời kỳ này, chẳng hạn các hóa thạch của trăn và rùa, là khá phổ biến.
Trong thế Eocen, thực vật và quần động vật biển đã trở thành khá hiện đại. Nhiều bộ chim hiện đại cũng lần đầu tiên xuất hiện trong thế Eocen.
Một số nhà khoa học tin rằng những loài linh trưởng lần đầu tiên đã xuất hiện vào khoảng 55 Ma trong thời kỳ tầng Ypres của thế Eocen; tuy nhiên, đồng hồ phân tử và các phát hiện cổ sinh vật học mới cho rằng các linh trưởng đầu tiên đã xuất hiện sớm hơn, vào khoảng 90 Ma, nghĩa là trong kỷ Phấn Trắng.

### Đại dương
Các đại dương trong thế Eocen ấm và dồi dào cá cùng các sinh vật biển khác. Các loài cá mập thật sự (Carcharhiniformes) lần đầu tiên xuất hiện, cũng như các động vật có vú sống dưới biển đầu tiên, như Basilosaurus, một trong những chi cá voi đầu tiên, được coi là hậu duệ của động vật trên đất liền, những động vật săn mồi có móng guốc như động vật vuốt giữa (Mesonychia), trong đó Mesonyx là một thành viên. Những thành viên đầu tiên của bộ Hải ngưu (Sirenia), các họ hàng gần của voi, cũng xuất hiện trong thời gian này.

## Grande Coupure

Sự kiện kết thúc "thế Eocen".

Grande Coupure, hay "Đại Phá vỡ" (Còn gọi là sự kiện MP 21) với tốc độ thay thế lớn quần động vật có vú của châu Âu vào khoảng 33,5 Ma, đánh dấu sự kết thúc thế Eocen trong tầng Priabona, và sự xuất hiện của các động vật có vú di cư từ châu Á sang. Grande Coupure được đặc trưng bằng sự tuyệt chủng phổ rộng và hình thành loài cục bộ ở các quần thể sinh vật cổ nhỏ và cô lập (được gọi là "nguồn gốc phát sinh rời rạc" trong Hooker và ctv. 2004) Nó được nhà cổ sinh vật học Thụy Sĩ là Hans Georg Stehlin, đặt tên năm 1910 để khái quát hóa tốc độ thay đổi đột ngột của quần động vật có vú châu Âu, mà ông đặt làm ranh giới cho thế Eocen với thế Oligocen. Tốc độ thay đổi có thể so sánh được ở quần động vật châu Á được gọi là "Tu sửa Mông Cổ".
Grande Coupure đánh dấu sự phá vỡ giữa các quần động vật đặc hữu châu Âu trước khi có sự phá vỡ và các quần động vật hỗn hợp với các thành phần nguồn gốc châu Á sau đó. J.J. Hooker và các cộng tác viên đã tổng quát hóa sự phá vỡ này như sau:
"Quần động vật Tiền-Grande Coupure chủ yếu là họ guốc chẵn Palaeotheriidae (họ hàng xa của ngựa), 6 họ guốc lẻ (động vật móng chẻ) (Anoplotheriidae, Xiphodontidae, Choeropotamidae, Cebochoeridae, Dichobunidae và Amphimerycidae), họ gặm nhấm Pseudosciuridae, các họ linh trưởng Omomyidae và Adapidae, họ dạng chuột chù Nyctitheriidae.
"Quần động vật Hậu-Grande Coupure bao gồm tê giác thật sự (họ Rhinocerotidae), ba họ guốc chẵn (Entelodontidae, Anthracotheriidae và Gelocidae) có họ hàng tương ứng với lợn, hà mã và động vật nhai lại, các họ gặm nhấm Eomyidae, Cricetidae (chuột đồng) và Castoridae (hải ly), và họ nhím gai Erinaceidae. Các chi Palaeotherium cộng Anoplotherium và các họ Xiphodontidae, Amphimerycidae đã biến mất hoàn toàn.
"Chỉ có họ động vật đơn huyệt Herpetotheriidae, họ động vật guốc chẵn Cainotheriidae, và các họ gặm nhấm Theridomyidae, Gliridae (chuột sóc) vượt qua sự phân chia quần động vật mà không giảm bớt." (Hooker và ctv. 2004)
Việc thay đổi đột ngột này có do thay đổi khí hậu gắn liền với sự băng hà hóa vùng cực sớm hơn  và sự rút xuống mạnh của mực nước biển gây ra, hay bởi sự cạnh tranh với các nhóm động vật phát nguồn từ châu Á hay không, nhưng có rất ít biện luận cho một lý do đơn nhất. Các nguyên nhân lạ lẫm hơn có liên quan tới va chạm của một hay nhiều sao băng lớn tại Siberi và vịnh Chesapeake. Độ tương quan đã cải tiến về các chuỗi sự kiện kế tiếp nhau ở tây bắc châu Âu với các sự kiện toàn cầu (Hooker và ctv. 2004) xác nhận Grande Coupure diễn ra vào đầu thế Oligocen, với khoảng gián đoạn khoảng 350.000 năm trước khi có các nhóm động vật di cư từ châu Á sang sau Grande Coupure.
Một thành phần trong mô hình Grande Coupure là sự tuyệt chủng rõ ràng của mọi loài linh trưởng gốc châu Âu vào thời gian Grande Coupure. Phát hiện gần đây về linh trưởng họ Omomyidae kích thước cỡ con chuột ở đầu thế Oligocen, phản ánh cơ hội sống sót tốt hơn của các động vật có vú với kích thước nhỏ bé, tiếp tục cắt ngắn mô hình Grand Coupure.